# Herb powiatu nidzickiego

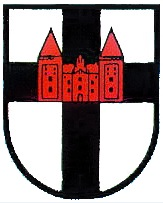
Przedwojenny herb powiatu nidzickiego

Herb powiatu nidzickiego – jeden z symboli powiatu nidzickiego, ustanowiony 28 lutego 2001.

## Wygląd i symbolika
Herb przedstawia na tarczy w polu białym czerwony zamek z dwiema wieżami, nawiązujący do zamku w Nidzicy, a poniżej falisty niebieski pas symbolizujący rzeki i jeziora powiatu.